# Alfonso Morini
Alfonso Morini (Bologna, 22 gennaio 1898 – Bologna, 30 giugno 1969) è stato un imprenditore e pilota motociclistico italiano, fondatore dell'azienda motociclistica omonima.

## Biografia
Giovanissimo intraprende l'attività di meccanico, aprendo una propria officina che dovrà sospendere l'attività allo scoppio della prima guerra mondiale, nel 1914. Arruolatosi volontario, rientra a Bologna al termine del conflitto, riavviando l'attività interrotta.
Nel 1924 è tra i fondatori, con Mario Mazzetti della M.M., casa motociclistica bolognese. Nel 1925 viene incaricato da Mazzetti di progettare un motociclo da condurre in gare di velocità, che Morini stesso condurrà, conquistando nel 1927 a Monza sei record mondiali su pista. Dieci anni più tardi, nel 1937, Morini si allontana da Mazzetti, fondando con i soldi percepiti come liquidazione, la prima fabbrica della "Moto Morini".
Allo scoppio della seconda guerra mondiale Morini converte la sua azienda in produttrice di ordigni bellici, venendo rasa al suolo dai bombardamenti degli alleati nel 1943.
Nel 1946 riesce a ricostruire, sempre a Bologna, la sua azienda, che crescerà negli anni a venire. Morini muore nel 1969 all'età di 71 anni.